# Park-šuma Novoselec
Park-šuma Novoselec, park-šuma u Hrvatskoj i jedna od 17 park-šuma na prostoru Grada Zagreba. Nalazi se na padinama Medvednice. Ukupna površina ove park-šume iznosi 4,29 ha, što je i površina šume u državnom vlasništvu. Sastojina hrasta kitnjaka u dobi od oko 50 godina, visokog uzgojnog oblika, suvislo obrasla i normalnog obrasta. Prosječna drvna zaliha iznosi 228,00 m3/ha, a prirast 11,30 m3/ha. S obzirom daje sastojina vrlo blizu normalnoj, nužno je provoditi njege proredom.
Državnih šuma je 4,29 ha, privatnih 0,00 ha, ostalih površina 0,00 ha. Prosječna drvna zaliha je 228,00 prostornih metara po hektaru. Prosječni godišnji tečajni prirast je 11,30 prostornih metara po hektaru.